# Badchen
Un badchen ou badkhn (mot hébreu signifiant bouffon, en yiddish badchen ; pluriel : badchonim) est un comédien juif (poète et improvisateur de chansons), avec des accents savants destinés à divertir les invités, lors des mariages dans les communautés ashkénazes d'Europe de l'est. Aujourd'hui, ils se retrouvent dans tous les pays avec des populations hassidiques, notamment aux États-Unis, exécutant leurs shtick (danse, costumes, jonglerie, bêtises) lors des mariages.
Le badchen était considéré comme un élément à part entière de la fête de mariage, comme de rigueur, à l'instar de l'office du rabbin. Un mariage traditionnel élaboré peut également impliquer un letz (litt. un clown, ici un jongleur ou un musicien) et un marshalik (un maître de cérémonie)
Le badchen doit savoir, à la fois fournir l'énergie pour une fête avant et après la cérémonie elle-même et également il doit faire la transition vers un ton plus sérieux immédiatement avant la cérémonie. À cette fin, sa comédie n'était pas un spectacle de slapstick, mais plutôt verbale avec de nombreuses et complexes références talmudiques et de plaisanteries.
À la suite du Conseil de Vilna, le 3 juillet 1661, un décret a été émis interdisant les réjouissances, y compris la fixation des limitations sur les célébrations de mariage, de boire en public, des danses de feu, des mascarades et les artistes comiques juifs. Le badchen a été exempté de l'arrêté.
Quelques célèbres badchonim comprennent, Haïm Menahem (Mendel) Mermelstein (né le 2 mars 1920 à Munkacz et décédé le 7 novembre 1985 à New York), considéré comme le père du badchonus moderne et aujourd'hui des artistes interprètes ou exécutants tels Yankel Miller et Yoel Lebowits.
Au XIXe siècle, les « chanteurs Broder » (Brodersänger, d'après Brody en Ukraine) ont commencé comme badchonim, mais se sont vite produits en dehors du cadre des mariages. Ils sont à leur tour généralement considérés comme les précurseurs du théâtre Yiddish.
Lors de la fête juive de Pourim, de nombreux jeunes hommes s'engagent à être badchonim pendant le « jeu de Pourim » (Purimshpiln).